# Station Matysy
Station Matysy is een spoorwegstation in de Poolse plaats Szaniawy-Matysy.